# Amt Britz-Chorin-Oderberg
Das Amt Britz-Chorin-Oderberg ist ein 1992 gebildetes Amt in Brandenburg, in dem zunächst acht Gemeinden im damaligen Kreis Eberswalde (heute Landkreis Barnim) zu einem Verwaltungsverbund zusammengefasst wurden. Es hieß damals noch Amt Britz-Chorin. Im Zuge der Auflösung des Amtes Oderberg am 31. Dezember 2008 wurden dem Amt vier weitere Gemeinden zugeordnet. Der Name wurde in Amt Britz-Chorin-Oderberg geändert. Durch Gemeindezusammenschlüsse und Eingliederungen sowie die Zuordnung der Gemeinden des ehemaligen Amtes Oderberg hat das Amt Britz-Chorin-Oderberg derzeit acht amtsangehörige Gemeinden. Der Amtssitz befindet sich in Britz.

## Geographische Lage
Das Amt Britz-Chorin-Oderberg grenzt im Osten mit der Gemeinde Lunow-Stolzenhagen an die Oder und damit an Polen. Im Südosten grenzt das Amt mit den Gemeinden Oderberg, Liepe, Niederfinow und Hohenfinow an den Landkreis Märkisch-Oderland. Britz und die mit Abstand größte Gemeinde Chorin grenzen von Süden über Westen nach Norden an Breydin, Eberswalde, Schorfheide, Joachimsthal, Althüttendorf sowie Ziethen und das Nordufer des Parsteinsees.
Das Amt mit ca. 270 km² nimmt ca. 18 % der Fläche des Landkreises Barnim ein und hat mit rd. 10.000 Einwohnern ca. 6 % der Einwohner des Landkreises.

## Gemeinden und Ortsteile

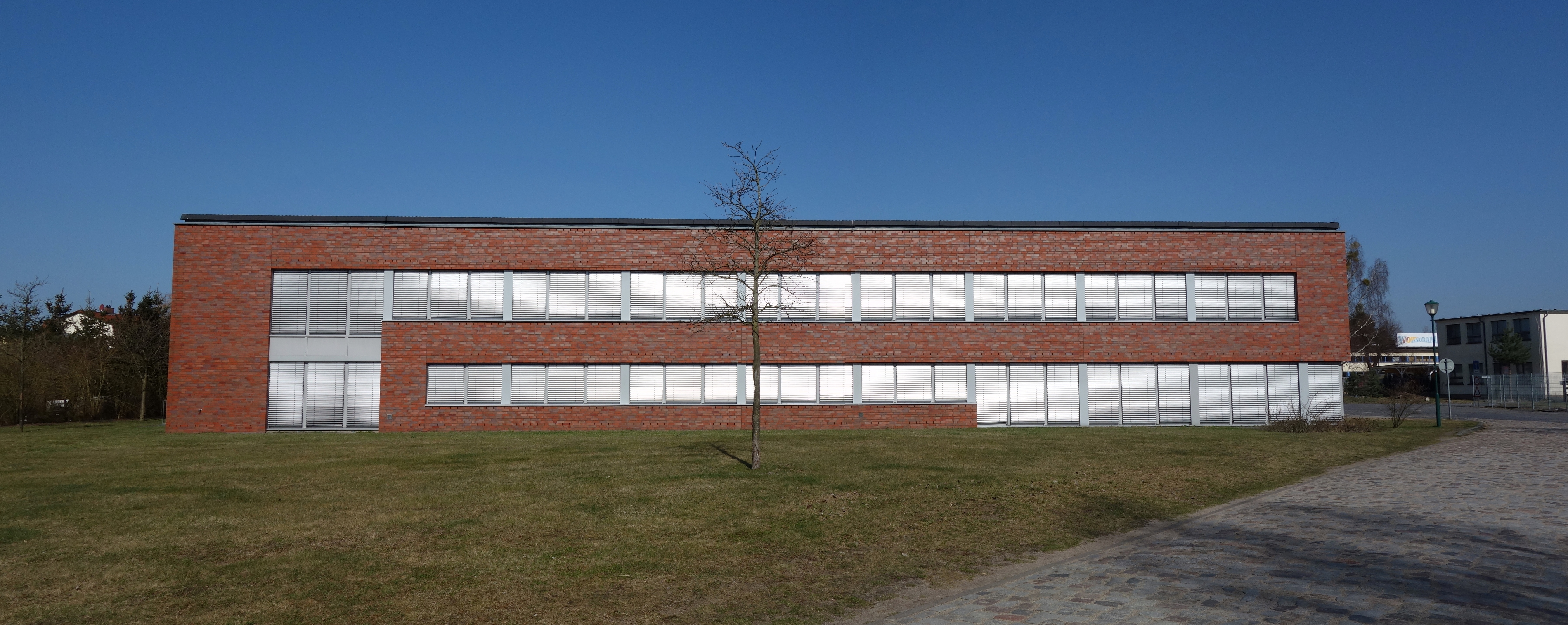
Amtsverwaltung

Das Amt gliedert in folgende Gemeinden und Ortsteile:
- Britz
- Chorin mit den Ortsteilen Brodowin, Chorin, Golzow, Neuehütte, Sandkrug, Senftenhütte und Serwest
- Hohenfinow
- Liepe
- Lunow-Stolzenhagen mit den Ortsteilen Lunow und Stolzenhagen
- Niederfinow
- Oderberg (Stadt)
- Parsteinsee mit den Ortsteilen Lüdersdorf und Parstein

## Geschichte
Der Minister des Innern des Landes Brandenburg erteilte am 19. August 1992 seine Zustimmung zur Bildung des Amtes Britz-Chorin. Als Zeitpunkt des Zustandekommens des Amtes wurde der 21. August 1992 festgelegt. Das Amt hatte seinen Sitz in der amtsfreien Stadt Eberswalde und bestand zunächst aus acht Gemeinden im damaligen Kreis Eberswalde:
1. Britz
2. Brodowin
3. Chorin
4. Golzow
5. Neuehütte
6. Sandkrug
7. Senftenhütte
8. Serwest

Die Gemeinden Niederfinow und Hohenfinow wurden dem Amt gemäß § 1 Abs. 4 AmtsO zugeordnet.
Zum 27. September 1998 schlossen sich die Gemeinden Chorin, Golzow, Neuehütte, Sandkrug und Senftenhütte zur neuen Gemeinde Chorin zusammen. Zum 31. Dezember 2001 wurden Brodowin und Serwest in die Gemeinde Chorin eingegliedert.
Das bis zum 31. Dezember 2008 aus fünf Gemeinden bestehende Amt Oderberg wurde zum 1. Januar 2009 durch die Entscheidung des Ministers des Innern des Landes Brandenburg aufgelöst. Vier der amtsangehörigen Gemeinden, Liepe, Lunow-Stolzenhagen, Stadt Oderberg und Parsteinsee, wurden dem Amt Britz-Chorin zugeordnet und das Amt in Amt Britz-Chorin-Oderberg umbenannt. Die Gemeinde Hohensaaten wurde zum 1. Januar 2009 in die Stadt Bad Freienwalde (Oder) eingegliedert und wechselte in den Landkreis Märkisch-Oderland. Die Grenzen der Landkreise Märkisch-Oderland und Barnim wurden entsprechend geändert.

## Bevölkerungsentwicklung
| Jahr | Einwohner |
| ---- | --------- |
| 1992 | 05 885    |
| 1995 | 05 892    |
| 2000 | 06 296    |
| 2005 | 06 060    |
| 2010 | 10 357    |
| 2015 | 10 157    |

| Jahr | Einwohner |
| ---- | --------- |
| 2020 | 10 148    |
| 2021 | 10 010    |
| 2022 | 09 696    |
| 2023 | 09 621    |
| 2024 | 09 677    |

Gebietsstand des jeweiligen Jahres, Einwohnerzahl: Stand 31. Dezember, ab 2011 auf Basis des Zensus 2011, ab 2022 auf Basis des Zensus 2022

## Politik

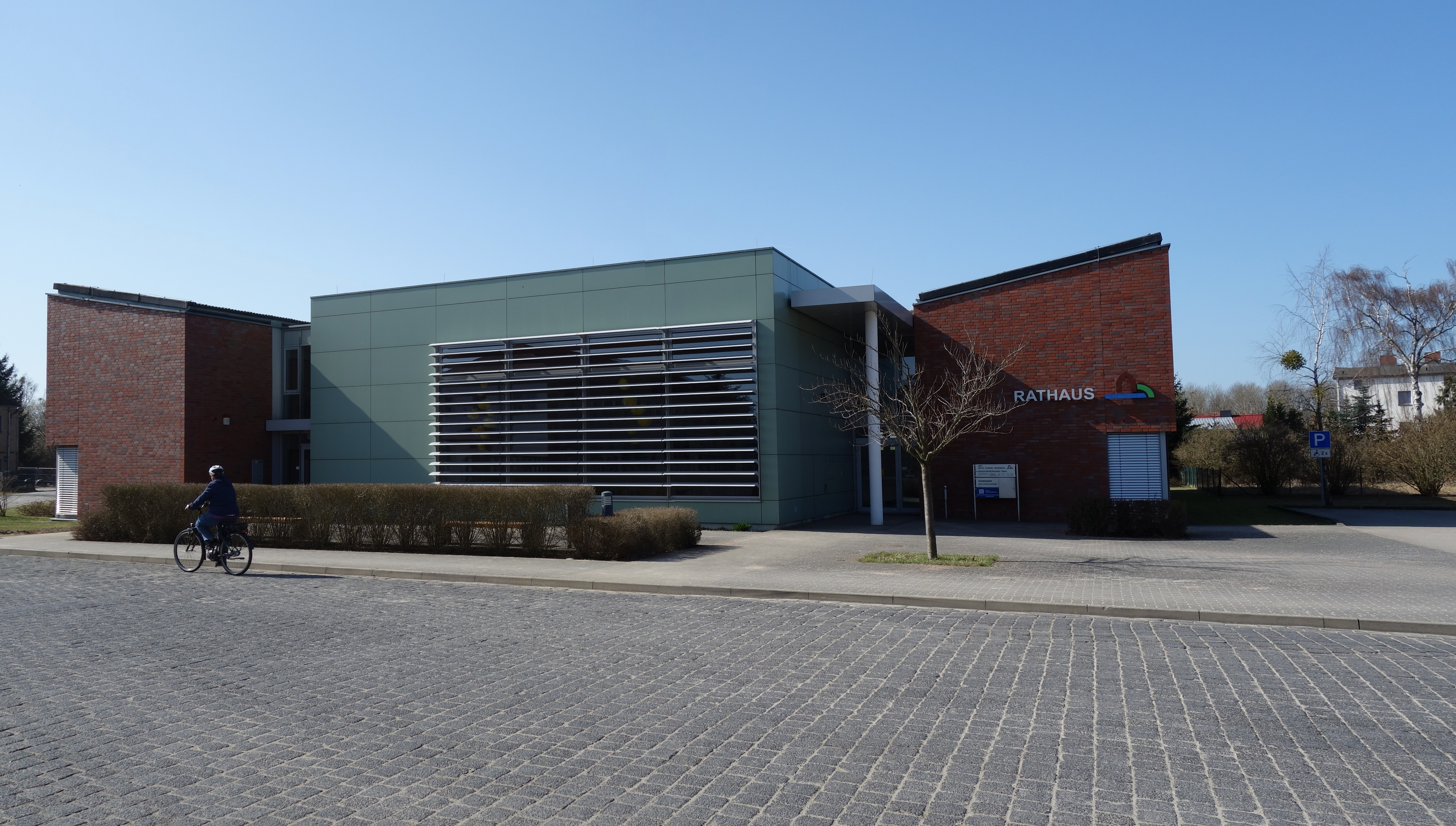
Gebäude der Amtsverwaltung in Britz

### Amtsdirektor
- 1992–2010: Rainer Schneider[11]
- 2011–2015: Ulrich Hehenkamp[12][13]
- seit 2016: Jörg Matthes

Matthes wurde am 12. Februar 2016 durch den Amtsausschuss für eine Amtsdauer von acht Jahren zum Amtsdirektor gewählt. Er trat sein Amt am 1. April 2016 an. Matthes wurde am 18. Oktober 2023 erneut vom Amtsausschuss für eine weitere Amtszeit gewählt.

### Dienstsiegel
Das Dienstsiegel zeigt das Landeswappen des Landes Brandenburg mit der Umschrift AMT BRITZ-CHORIN-ODERBERG • LANDKREIS BARNIM.